# Heinrich von Podewils

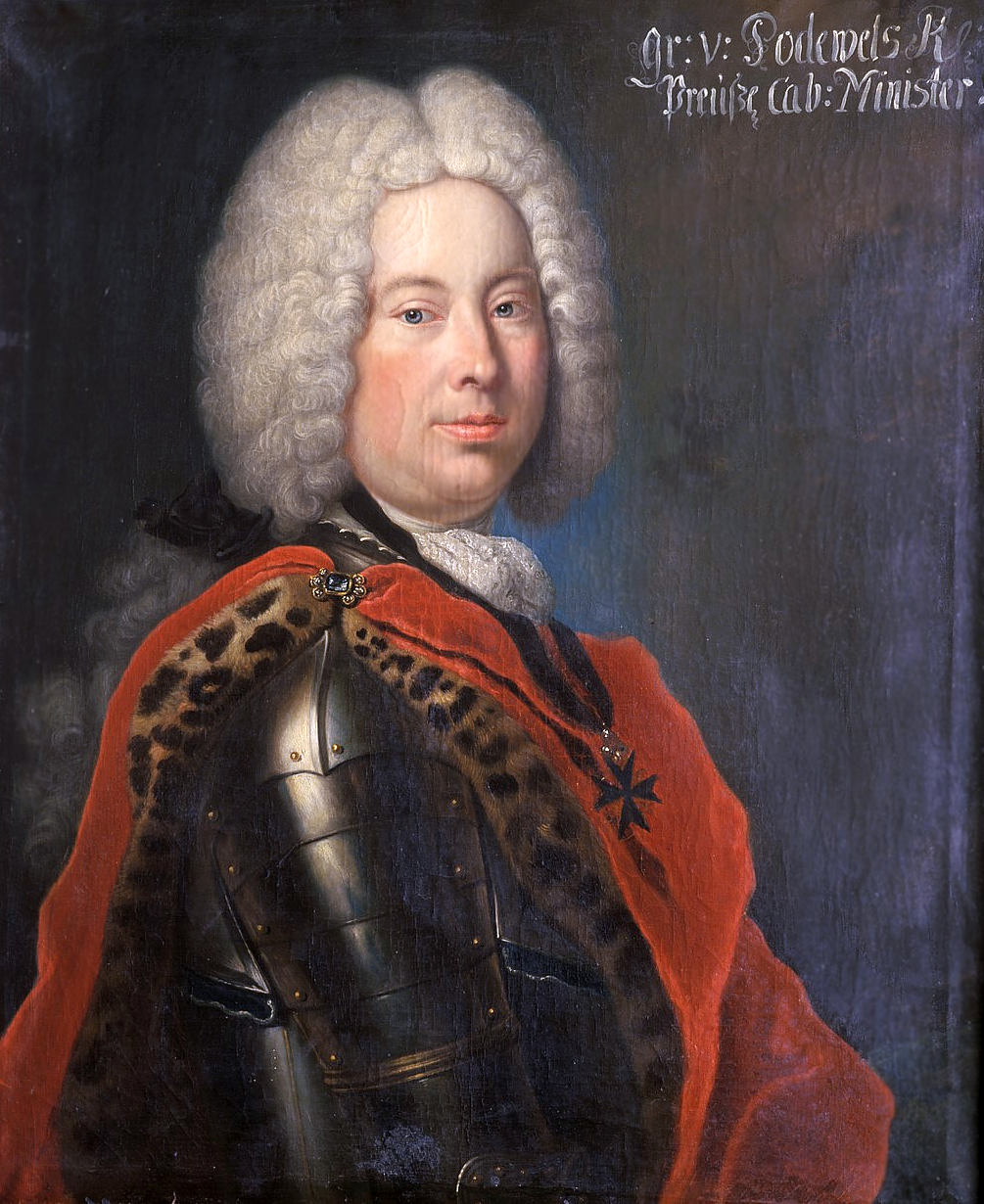
Heinrich von Podewils.

Heinrich von Podewils, född den 3 oktober 1696 i Krangen nära Pollnow, Hinterpommern (nuv. Polanów, Polen), död den 29 juli 1760 i Magdeburg, Hertigdömet Magdeburg, var en tysk diplomat och statsman.
von Podewils användes från 1720 i preussisk tjänst bland annat som sändebud 1728-29 i Köpenhamn och 1729-30 i Stockholm samt blev 1730 ledare av utrikesärendena vid regeringen i Berlin. 
Som sådan var han sedermera en av Fredrik II:s främsta medhjälpare, upphöjdes 1741 till greve samt avslöt frederna i Breslau 1742 och Dresden 1745.

## Egendomar
Släkten Podewils säte var Krangens slott nära Pollnow i Hinterpommern och Podewils ägde från 1732 även ett stadspalats på Klosterstrasse i centrala Berlin, det nuvarande Palais Podewils. 1749 förvärvade han godset i Fredersdorf från Hans Ludwig von Görtzke, ättling till generalen Joachim Ernst von Görzke. Fram till 1775 utökades gradvis egendomen med ytterligare förvärv av angränsande land, så att släkten Podewils blev den enda större landägaren i orten fram till 1811. Dessutom var han godsherre till Suckow, Hasenfier, Jannowitz, Gross och Klein Quesdow och Bollensdorf.

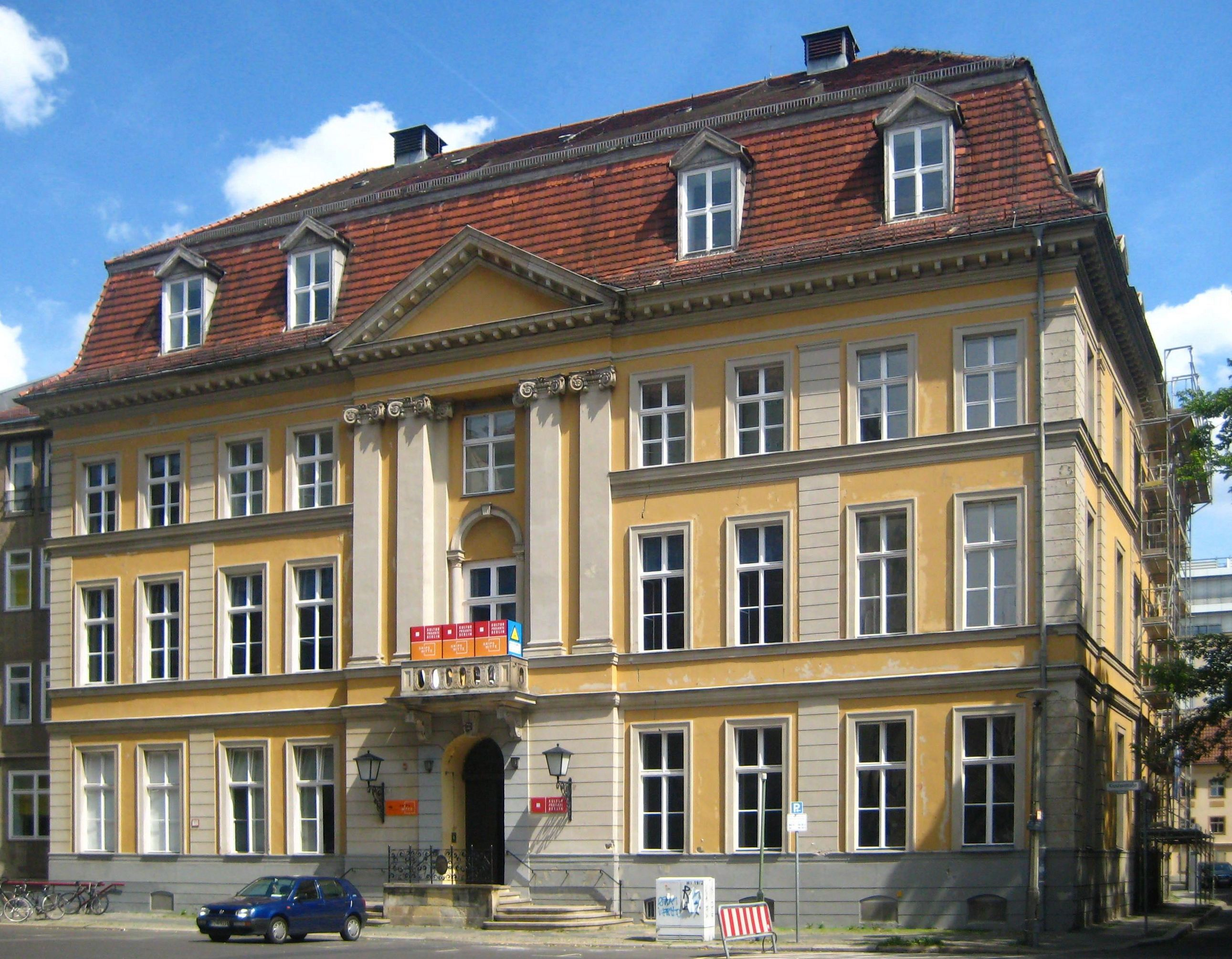
Podewilska palatset i Berlin
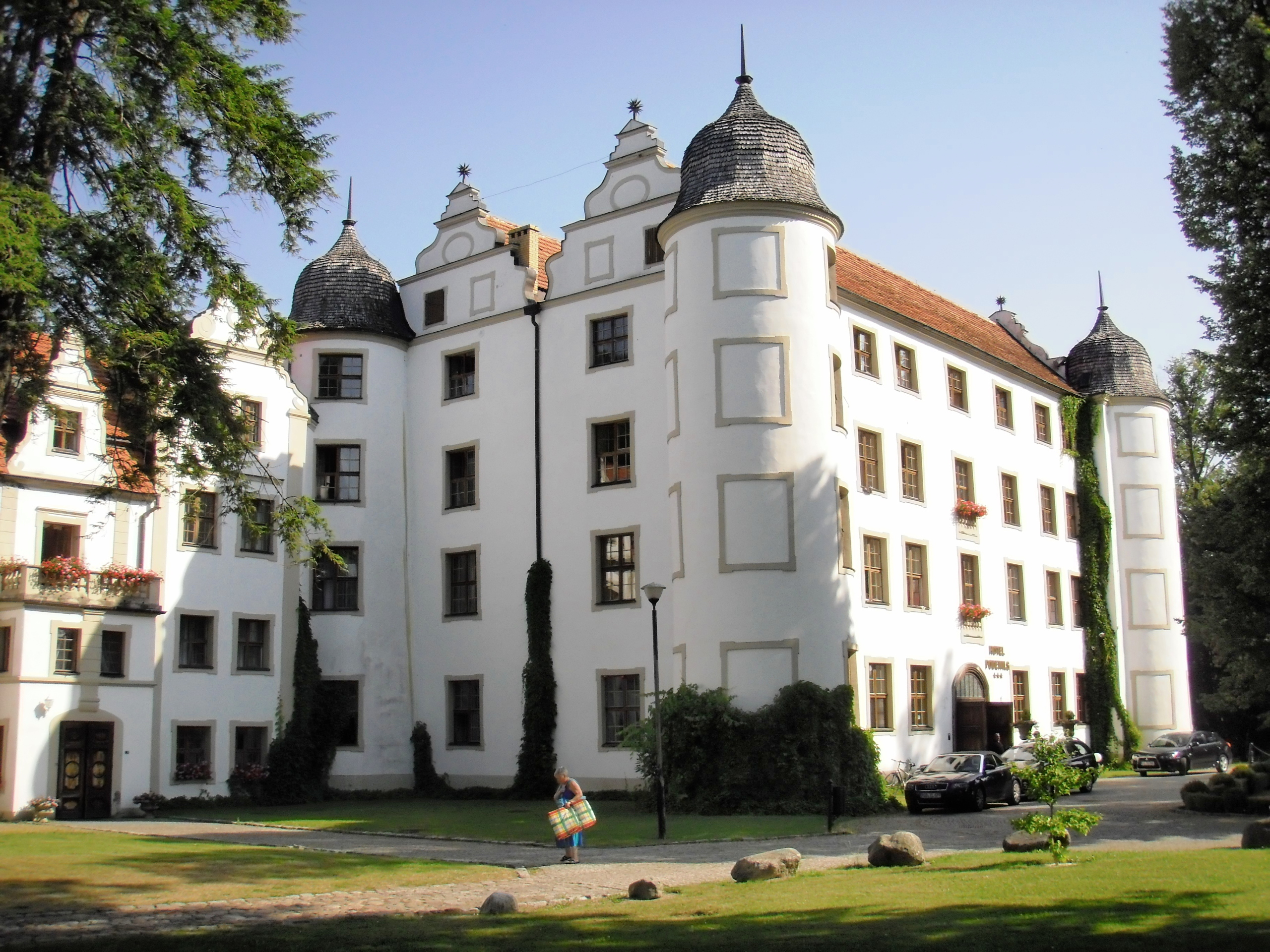
Slottet i Krąg (Krangen)

## Minnesmärken

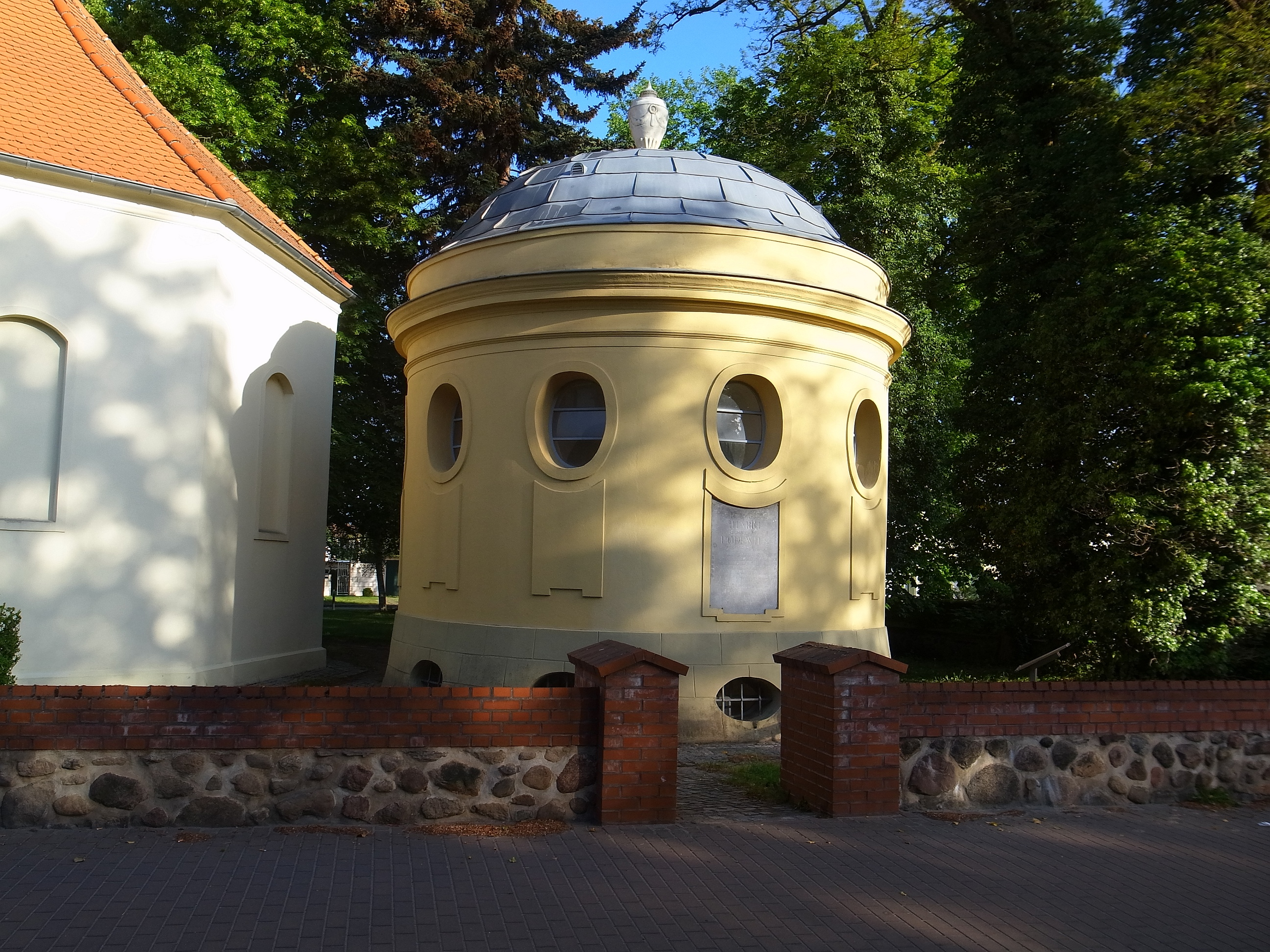
Podewils mausoleum i Fredersdorf utanför Berlin.

Podewils son, greve Karl Ernst Georg von Podewils, lät uppföra ett familjemausoleum över faderns grav på Fredersdorfs evangeliska kyrkogård.